# 丹麦足球乙级联赛
丹麦足球乙级联赛，为丹麦足球联赛的第3级别，位于丹麦足球甲级联赛之下。丹麦足球乙级联赛成立于1945年，当时作为第2级别联赛。1991年丹麦足球超级联赛成立后，丹麦足球乙级联赛成为第3级别。